# Szlachta

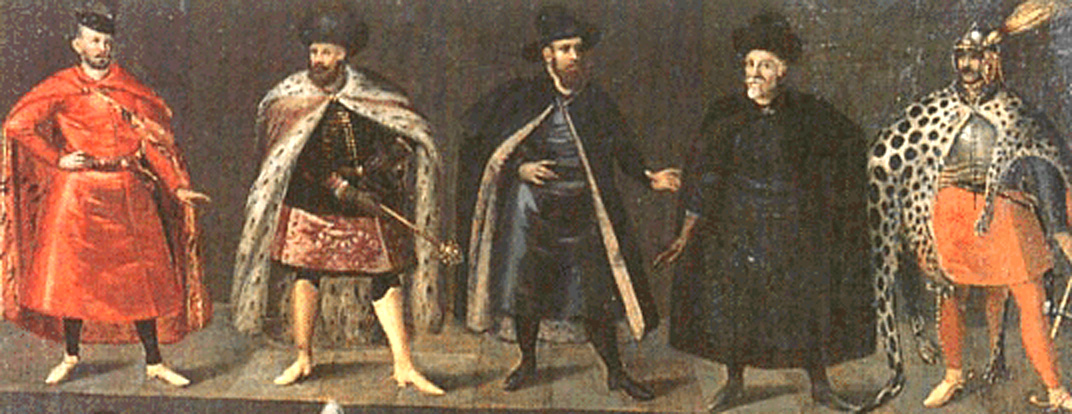
Stroje męskie polskiej szlachty, XVII wiek

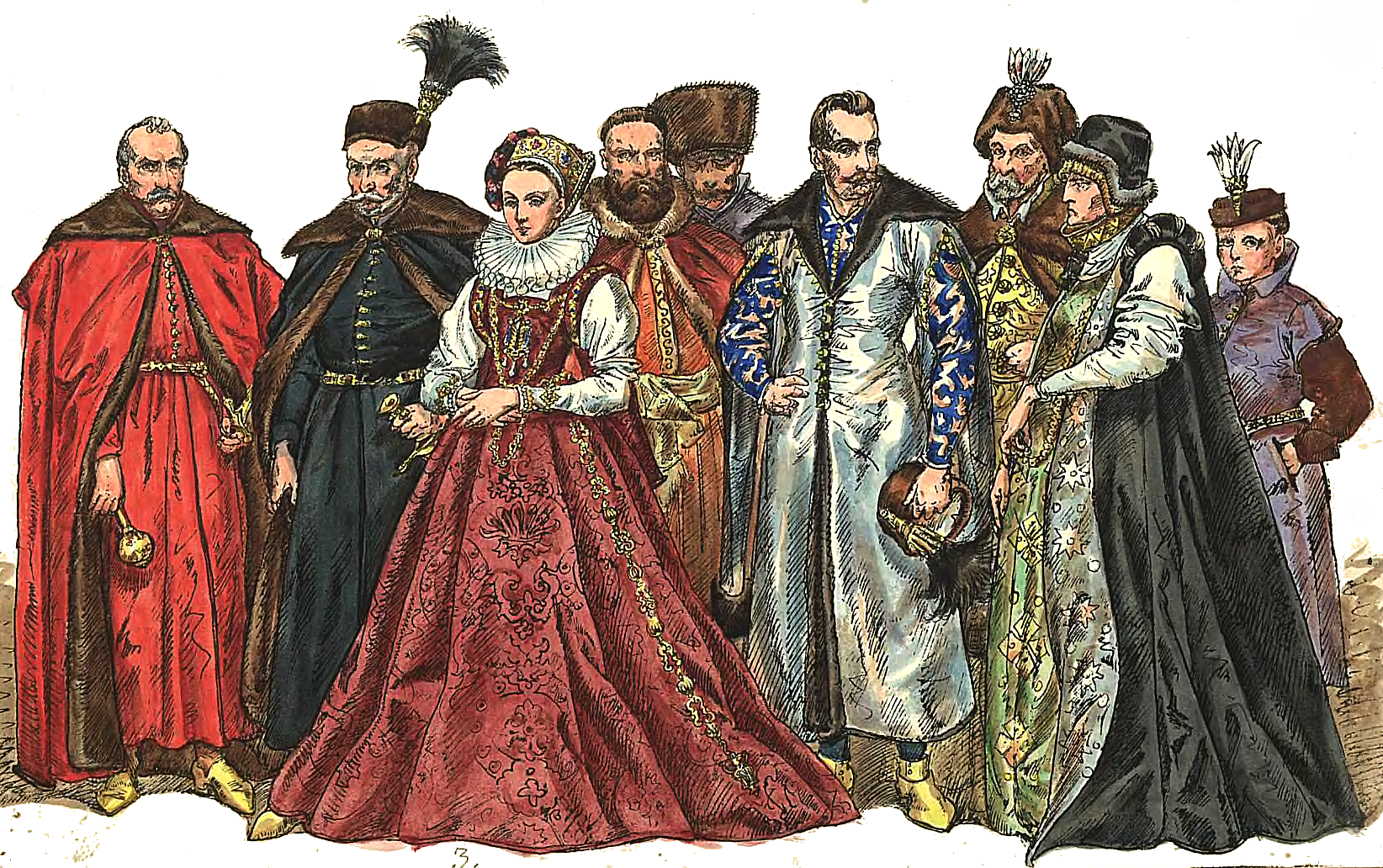
Stroje polskich magnatów, XVI wiek

Szlachta (daw. ślachta, ślachcic) – wyższa warstwa społeczna, wywodząca się ze stanu rycerskiego w społeczeństwie feudalnym. Szlachta posiadała zespół przywilejów społecznych, z których najbardziej podstawowym był przywilej posiadania ziemi. Przynależność do szlachty łączyła się z obowiązkiem służby wojskowej. W 1790 r. we Francji zniesiono tytuły oraz szlachectwo dziedziczne. W Polsce szlachta jako stan społeczny zniesiona została na mocy konstytucji w 1921 r.
Słowo szlachta prawdopodobnie przywędrowało na ziemie polskie za pośrednictwem języka czeskiego (šlechtic, šlechetny)
Według polskiego etnografa Zoriana Dołęgi-Chodakowskiego, autora książki O Sławiańszczyźnie przed chrześcijaństwem (1818) słowo szlachta należy łączyć z trzonem Lach (z-lachcić). W swoim dziele pisał on:
„Kto się dorobił godności zasługami (...) ten mógł się dostać do grona lachów, ten mógł powiększyć koło lachów, zatem ten z-lachcił się, stał się zlachconym, otrzymywał znak rodzinny, herb i dawał początek rodowi ślacheckiemu.”

## Pochodzenie
Szeroko rozumiana warstwa szlachecka istniała we wszystkich społeczeństwach przedindustrialnych na całym świecie. W większości wypadków szlachta wywodziła się ze starszyzny plemiennej i kast wojowników społeczeństw plemiennych. Mimo braku kontaktów zadziwiająco podobne były stany szlacheckie w odległych krajach – np. europejską i japońską szlachtę łączy wiele analogii (rozwarstwienie stanu, elitarność, pojęcie honoru, służba wojskowa, herby).
W Polsce i w Europie określenie szlachta (lp. szlachcic) stosowane bywało już w okresie średniowiecza, jednak transformacja stanu rycerskiego w szlachecki miała miejsce u schyłku średniowiecza i wiązała się z powstaniem monarchii stanowych. W XVII wieku w Polsce słowo próbowano wywodzić od niemieckiego schlachten („bitwa”). Szlachta jako warstwa społeczna istniała w monarchiach i republikach europejskich oraz w niektórych krajach pozaeuropejskich – do początków XX wieku. Współcześnie szlachta jako grupa społeczna o określonych, prawnie uznanych przywilejach istnieje w państwach o ustroju monarchicznym, choć znaczenie tych przywilejów ogranicza się zazwyczaj do używania tytułów i pełnienia honorowych funkcji, a znaczenie ekonomiczne szlachty nie jest tak duże jak dawniej.

## Cechy i przywileje

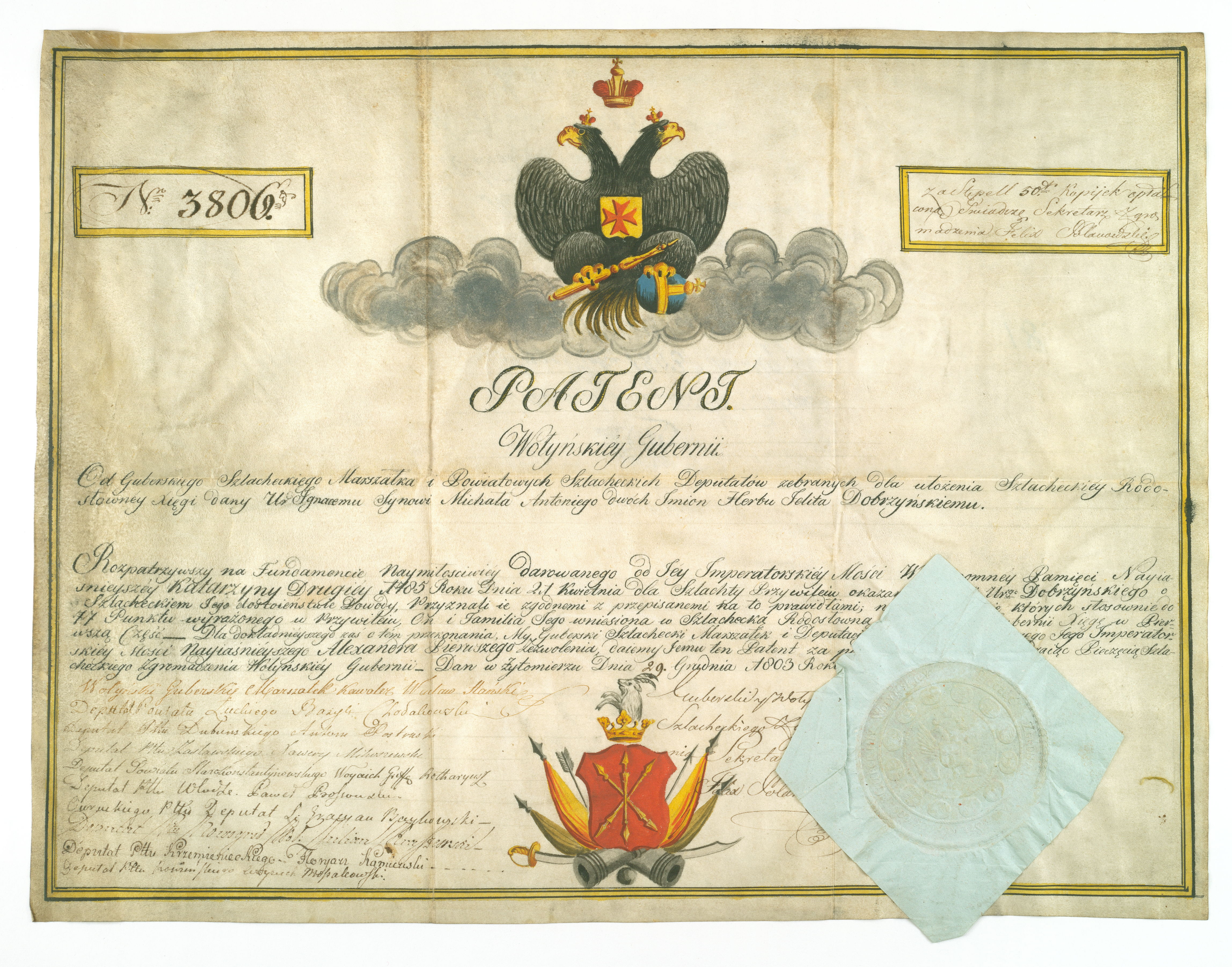
Patent zaświadczający szlachectwo wystawiony przez marszałka guberni wołyńskiej, 1803.

Podstawową cechą przynależności do szlachty było posiadanie odrębnego statusu prawnego, a symboliczną manifestacją przynależności do danego rodu było prawo do używania herbu. Szlachta posiadała odrębną od pozostałych warstw społecznych kulturę, wyrażającą się strojem, językiem, literaturą, sposobem życia. Istnienie przywilejów prawnych, takich jak prawo do noszenia broni, prawo do posiadania ziemi i nienaruszalności majątku, prawa do pełnienia urzędów czy prawa wyborcze, zależne było od prawa danego kraju i przywilejów danego szlachcica. Istniały grupy społeczne posiadające herby, ale nieposiadające formalnego tytułu szlacheckiego, pretendujące do kategorii „niższa szlachta”, jak np. angielska gentry, grupa posiadająca prawo posiadania ziemi. Większość przywilejów, łącznie z tytułem szlacheckim, była dziedziczona w linii męskiej. Znane jest także szlachectwo osobiste bez prawa dziedziczenia obok osobistych tytułów honorowych, dostępnych wyłącznie dla szlachty dziedzicznej (jak miało to miejsce w Polsce).
W niektórych krajach (np. w Polsce) szlachectwo zobowiązywało do służby wojskowej w pospolitym ruszeniu. Jest to związane z prawem feudalnym zobowiązującym baronów króla do służby rycerskiej w zamian za otrzymaną od niego ziemię. Wielkość posiadanego majątku ziemskiego w praktyce była bardzo zróżnicowana. W Polsce dzielenie ziemi między spadkobierców prowadziło do przekształcania uboższej szlachty w szlachtę zagrodową. W zachodniej Europie, gdzie częściej dziedziczono według prawa primogenitury, młodsi synowie, często nieposiadający własności ziemskiej, poświęcali się służbie wojskowej lub duchownej. Na drugim biegunie funkcjonowały olbrzymie majątki magnackie, składające się z kilkudziesięciu lub więcej wsi, miast, dysponujące własnymi oddziałami wojska.

## Nazwisko
W większości krajów nazwiska szlachty wyróżniały się specjalnym tytułem, dodatkiem czy formą. W Polsce szlachta jako pierwsza grupa społeczna zaczęła używać dziedziczonych nazwisk. Pierwotnie, od wczesnego średniowiecza, były to przydomki, później związane z miejscem pochodzenia lub rodowym majątkiem (np. „Jan z Czarnkowa”). W późniejszej kolejności, w drugiej połowie XIII wieku, pojawiły się nazwiska dziedziczone, związane ze znakiem herbowym. Częste wśród szlachty były nazwiska kończące się na -ski, -cki, odnoszące się do miejsca pochodzenia rodziny (np. magnacka rodzina Potockich wywodząca się z Potoka koło Jędrzejowa).
Wbrew obiegowej opinii nie wszystkie polskie nazwiska o tych końcówkach łączą się ze szlacheckim rodowodem, gdyż do końca XVIII w. kształtowały się również i nazwiska chłopskie, i mieszczańskie, będące często nazwiskami patronimicznymi („Janowski” – syn Jana) lub wywodzące się od zawodów i funkcji (np. Kowalski, Kaczmarski).
W krajach dawnego Świętego Cesarstwa Rzymskiego występowała przed nazwiskiem szlacheckim partykuła von (w Holandii van) lub zu, we Francji – de, na Węgrzech końcówka -y (-i). Partykuły te mają podobne znaczenie, jak wspomniany polski łącznik „z”, i pierwotnie znaczyły przynależność do rodowej siedziby.

## Warstwy szlachty
Od samego początku szlachta była stanem rozwarstwionym, na szlachtę wyższą, magnaterię lub arystokrację wyrosłą z wielkich panów feudalnych, i szlachtę niższą wywodzącą się z szeregowego rycerstwa. Bywały liczne przypadki migracji między tymi warstwami, przez zubożenie, wzbogacenie, nadania dóbr i tytułów przez monarchę. Ponadto młodsi synowie bocznych gałęzi rodów arystokratycznych, w większości państw nie posiadający praw do dziedziczenia ziemi i tytułów, zasilali szeregi niższej szlachty. Między innymi skutkiem tego wszędzie szerokie pojęcie szlachty obejmowało zarówno wyższą, jak i niższą warstwę stanu. Faktycznie jednak istniały wielkie różnice w majątku i przywilejach; nawet w Rzeczypospolitej, gdzie równość szlachecka była zagwarantowana prawem, istniała przepaść między obiema warstwami. W krajach Europy zachodniej te różnice podkreślały odrębne prawa i przywileje.
Arystokracja – nazywana w Anglii i Francji parami, Hiszpanii i Portugalii grandami, w Niemczech Hochadel, Fürsten – zasiadała w wyższej izbie parlamentu, piastowała najwyższe urzędy i godności.
W niektórych krajach (Niemcy, Francja, Hiszpania) do arystokracji zaliczały się rody niegdyś suwerennych księstw i hrabstw. Warstwa wyższa była w wielu krajach (np. w Niemczech, Austrii, Rosji) szczelnie zamknięta, i niejednokrotnie przedstawiciele niższej szlachty obdarzeni przez władcę tytułem arystokratycznym nadal byli zaliczani do dawniejszej warstwy.
Awans do niższej warstwy szlacheckiej dla osób spoza stanu był nieporównanie łatwiejszy. Władcy monarchii stanowych jednając sobie stronników w sporach z parlamentem nadawali często szlachectwo (nobilitacja) wyróżniającym się przedstawicielom mieszczaństwa czy chłopstwa. W niektórych państwach również najwyższa arystokracja miała prawo kreować nową szlachtę.
Powodowało to dalsze rozwarstwienie stanu szlacheckiego, ponieważ zazwyczaj świeżo nobilitowani nie posiadali od razu pełni praw, zwykle przysługiwały one dopiero w trzecim pokoleniu. Prawa i przywileje, a także honorowa pozycja społeczna, nie zawsze szły w parze z zamożnością, i wielokrotnie przedstawiciele starej szlachty byli dużo ubożsi od świeżo nobilitowanych mieszczan.
Szczególnie stało się to widoczne w dobie powstawania kapitalizmu.
Kresem jednego z klasycznych społeczeństw szlacheckich w Europie była Rewolucja Francuska, która odebrała szlachcie wszelkie przywileje, a znaczną część starej francuskiej szlachty eksterminowała. Powstała w krajach opanowanych przez Napoleona możliwość awansu do nowej szlachty kontynuowana była także po jego upadku i w całej Europie. Powstała nowa klasa kapitalistów starała się kontynuować na swój sposób tradycje szlacheckie, zdobywając często nobilitacje, tytuły i kupując majątki ziemskie.
W wielu krajach bogaci przemysłowcy, choć niejednokrotnie podniesieni do rangi baronów, hrabiów czy nawet książąt, starali się wejść w koligacje małżeńskie ze starymi rodami szlacheckimi.
Jednocześnie powstawanie kapitalizmu prowadziło często do pauperyzacji uboższej szlachty, co było szczególnie widoczne w Polsce.
Po I wojnie światowej w byłych monarchiach istnienie odrębnego stanu szlacheckiego zostało zniesione, a nawet niekiedy (w Austrii) zakazano używania tytułów i partykuł szlacheckich. Jednak do dziś nawet w krajach demokratycznych pochodzenie z rodzin szlacheckich jest często uważane za powód do dumy. Owocuje to niekiedy pozytywnie, np. modą na badania i poszukiwania genealogiczne, wzrostem zainteresowania historią, a zwłaszcza heraldyką. Czasami przybiera nieco karykaturalne formy, gdy różne komercyjne biura heraldyczne, a nawet samozwańczy pretendenci do nieistniejących tronów nadają nowe herby i potwierdzenia rzekomego szlachectwa.

## Szlachta w poszczególnych krajach

### Austria i Austro-Węgry
Do upadku Świętego Cesarstwa Rzymskiego w 1806, w którego skład wchodziła Austria, obowiązywały w niej prawa i hierarchia szlachty reszty Rzeszy.
W cesarstwie austriackim sytuacja niewiele się zmieniła, choć do większego znaczenia politycznego doszła szlachta z poszczególnych krajów monarchii – z Chorwacji, Czech, Galicji, Słowenii, Węgier i Włoch. Po unii personalnej z Węgrami szlachta węgierska posiadła te same prawa i przywileje co austriacka. Różny skład etniczny monarchii austro-węgierskiej powodował zróżnicowanie szlachty, wywodzącej się z państw o różnej historii. W swoich krajach szlachta miała różną pozycję, także ekonomiczną. Jednak ogólne państwowe prawa i przywileje były w większości przypadków przez władców i urzędy przestrzegane, i do rzadkości należały wypadki jawnego faworyzowania np. szlachty niemieckojęzycznej, a gorszego traktowania słowiańskiej.
Przywileje polityczne szlachty wiązały się z zasiadaniem w parlamencie (szlachta wyższa w senacie), większość innych przywilejów była honorowa i ceremonialna, w związku z silną władzą cesarską. Prawo nadawania szlachectwa i tytułów miał cesarz, funkcjonujący krótko urząd Hofpfazgrafa (mającego prawo nobilitacji) został szybko zniesiony, jako sprzyjający korupcji.
Powszechna jest opinia, że austriackie tytuły arystokratyczne można było łatwo kupić. Może wiązać się to z tym, że szlachcicowi polskiemu z austriackiego zaboru, mogącemu udowodnić pochodzenie od senatora Rzeczypospolitej, przysługiwał automatycznie tytuł hrabiowski; za wydanie dyplomu należało jednak wnieść sporą opłatę skarbową. Podobnie, tytuł barona mogła otrzymać szlachta pochodząca od szlachcica obdarzonego godnością ziemską czy powiatową. Podobną aproksymację dawnych rang rodzin szlacheckich (opartych na dworskich i ziemskich godnościach dożywotnich, zagwarantowanych dla szlachty) do dziedzicznych tytułów honorowych (typu hrabia czy baron) przeprowadzono też wobec szlachty węgierskiej po odziedziczeniu Węgier przez Habsburgów po wymarłych Jagiellonach. Nie wydaje się jednak, by aproksymacja rodzin dygnitarskich ziemskich do tytułu barona była właściwa, jako że dostojnicy obdarzeni tytułami ziemskimi są następcami średniowiecznych polskich comites na dworach książąt dzielnicowych. Natomiast baronami monarchii są ci, którzy trzymają ziemię bezpośrednio od monarchy z pominięciem książąt. I tak właśnie grupowo określano średniowieczną szlachtę polską będącą bezpośrednimi lennikami króla.
Szlacheckie nazwiska Austro-Węgier charakteryzowały się partykułami von lub zu przed nazwiskiem, przy czym stosowano je zwykle także przy nazwiskach nieniemieckich, co dawało niekiedy komiczny efekt powtórzenia, np. „von Jaworski”. W przypadku nobilitacji, zwykle do pozostawionego mieszczańskiego nazwiska dodawano z łącznikiem von (zu) nazwę często fikcyjnych włości.
Po zajęciu Galicji, w ramach procesu legitymacyjnego, grupowo zdegradowano staropolską szlachtę niekarmazynową poprzez zrównanie jej z austro-węgierską rangą kawalerską (Ritterstand, porównywalny z zanikłą w Polsce warstwą sformalizowanie niższego rycerstwa, jakby skartabellat). Jedynie rodziny pochodzące od dostojników ziemskich, poprzez aproksymację (łac. zbliżenie) do dziedzicznego honorowego tytułu hrabiego, mogły zachować w ten sposób staropolską formalną kwalifikację jako Panowie. Nie ma to jednak z formalnoprawnego punktu widzenia wiążącego znaczenia dla polskiego prawa szlacheckiego. Natomiast rodziny nobilitowane w Galicji z tytułem kawalerskim nie są bynajmniej przez to równe rangą staropolskiej szlachcie właściwej. Tym bardziej nie są rodziny szlacheckie niższej rangi (Adelstand), które są niższą szlachtą de iure. Kwestia tego, czy można w ogóle takie rodziny zaliczyć do szlachty polskiej, nie została jak dotąd jednoznacznie rozstrzygnięta. Poglądy w tej sprawie zależą w dużej mierze od tego, czy poszczególni eksperci uznają Królestwo Galicji i Lodomerii za polską monarchię w ramach imperium austro-węgierskiego. Jedynym ciałem zdolnym rozstrzygnąć formalnie kwestię relacji szlachty kreowanej w Galicji do szlachty polskiej jest Conventio Generalis tej ostatniej, nie zwołana jednak po okresie rozbiorowym. Tak więc staropolska szlachta właściwa nie znajduje dokładnie odpowiadającej sobie rangi w systemie godności honorowych austro-węgierskich. Wydział Krajowy Królestwa Galicji sprytnie obszedł ten problem zatwierdzając tej szlachcie staropolskie szlachectwo, podczas gdy nowo kreowana szlachta immatrykulowana była według nowej skali.
Tytuły szlacheckie zostały w Austrii zniesione w 1918, po upadku monarchii habsburskiej. Zakazane zostały nawet szlacheckie przedrostki, stąd np. Otto von Habsburg w Austrii może być nazywany oficjalnie jedynie Ottonem Habsburgiem.
Hierarchia szlachty austriackiej
- szlachta wyższa: Erzherzog (Arcyksiążę – tylko członkowie rodziny panującej), Herzog (książę), Fürst (książę), Markgraf (margrabia), Graf (hrabia), Freiherr, Baron (baron)
- szlachta niższa: Ritter (rycerz), Edler (włodyka)

### Belgia
Pod panowaniami hiszpańskim i austriackim wielkie znaczenie miała stara szlachta Cesarstwa. Podczas unii z Holandią, w latach 1814–1830, szlachta belgijska zasiadała w osobnej izbie parlamentu. Po uzyskaniu niepodległości w królestwie Belgii zostały zniesione polityczne przywileje szlacheckie, i przynależność do tego stanu jest tylko honorowym zaszczytem. Król ma prawo nadawania szlachectwa i tytułów szlacheckich. Szlachectwo w Belgii może być dziedziczone przez wszystkich legalnych potomków w linii męskiej, lub osobiste.
Hierarchia szlachty belgijskiej:
szlachta nieutytułowana, jonkheer, ecuyer (junkier, giermek), ridder, chevalier (rycerz, kawaler), baron, graaf, comte (hrabia), markgraaf, marquis (markiz), prins, prince (książę), hertog, duc (książę, diuk).

### Francja

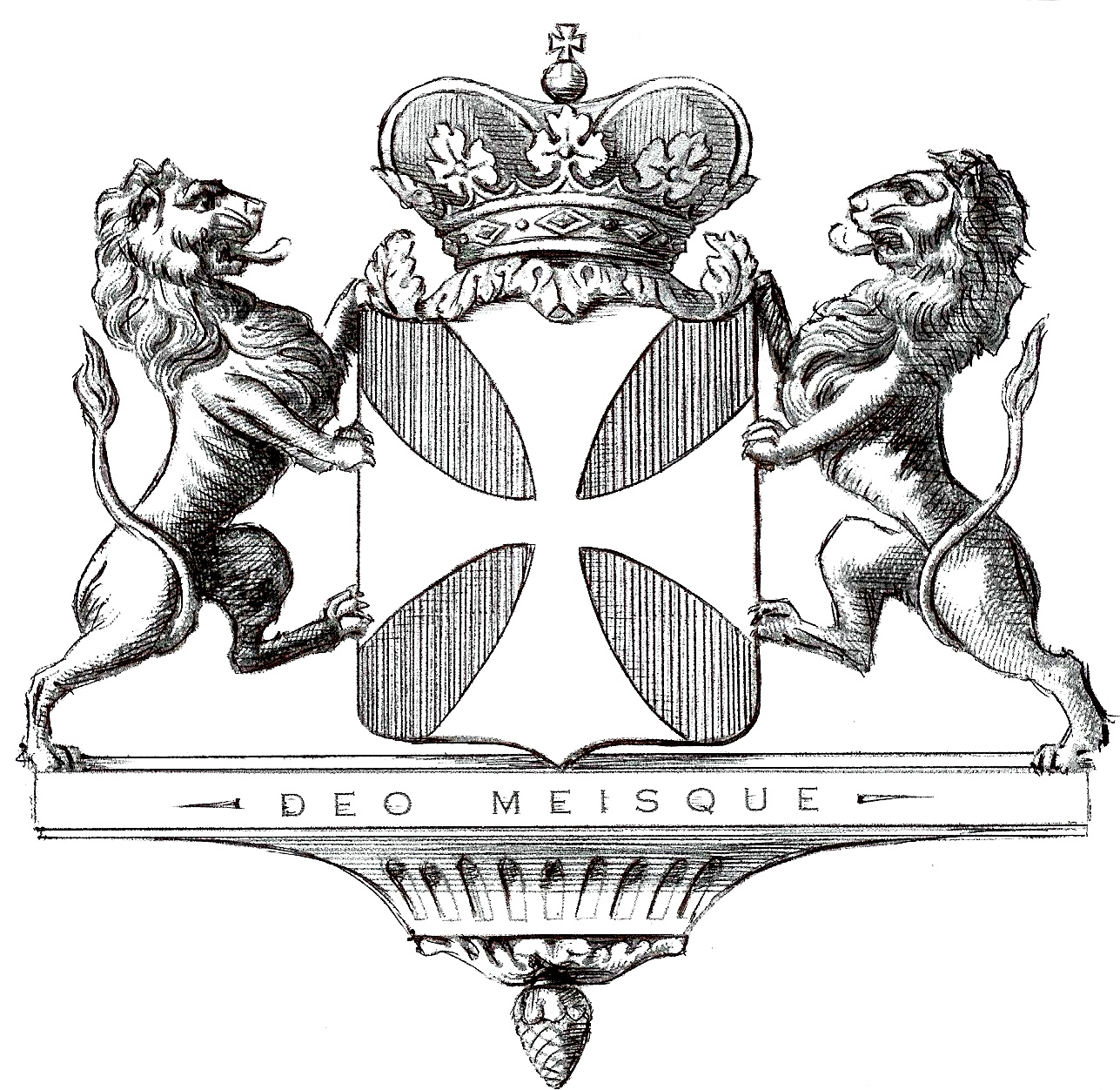
Herb francuskiego rodu Rougé

Przekształcenie feudałów i rycerstwa w szlachtę we Francji jest najbardziej typowym przykładem tych procesów w Europie zachodniej. Od początku szlachta francuska miała wiele przywilejów politycznych i ekonomicznych. Przywileje polityczne zostały trochę ograniczone po wprowadzeniu w XVII w. monarchii absolutnej, pozostało jednak wielkie znaczenie ekonomiczne i prestiżowe.
Ekonomiczna siła szlachty opierała się głównie na posiadaniu wielkich majątków ziemskich, w XVII w. zaczęły też dołączać do stanu szlacheckiego bogate mieszczaństwo i finansjera. Coraz liczniejsza grupa nowo uszlachconych (noblesse de robe) przyczyniała się do wzrostu prestiżu starej szlachty (noblesse d'epée). Jednocześnie brak kontroli heroldii przyczyniał się do częstego w XVIII w. handlu przywilejami szlacheckimi, do fałszerstw i uzurpacji.
Rewolucja pozbawiła szlachtę francuską wszelkich przywilejów politycznych, często także majątków i życia. Po utworzeniu cesarstwa Napoleon wprowadził w miejsce zniesionych przez rewolucję herbów i tytułów Ancien Régime’u nowe tytuły szlacheckie wraz z nowym systemem heraldyki. Częściowo nowymi tytułami obdarzył również dawną szlachtę.
Kolejne monarchie francuskie przywróciły dawne tytuły, uznając także nowe, cesarskie.
W V Republice tytuły szlacheckie nie są oficjalnie uznawane, ale prywatne ich stosowanie jest wciąż powszechne. Francuskie nazwiska szlacheckie z reguły mają przedrostek de (d', de la, des), choć bywają wyjątki. Nazwiska szlachty cesarskiej często mają formę dwuczłonową, gdzie drugi człon jest poprzedzany szlachecką partykułą.
Hierarchia szlachty francuskiej
Szlachta królestwa Francji dzieliła się, jak w innych krajach, na szlachtę wyższą i niższą. Jednak niezależnie od formalnych podziałów większym prestiżem cieszyła się szlachta ze starych rodów, nawet posiadając niższy tytuł.
- szlachta wyższa: vicomte (wicehrabia), comte (hrabia), marquis (markiz), duc (książę, diuk), prince (książę krwi, książę)
- szlachta niższa: baron (baron, czasem zaliczany, jak w innych krajach, do szlachty wyższej), banneret, chevalier (kawaler), gentilhomme (szlachcic nieutytułowany), ecuyer (giermek), anobli (świeżo nobilitowany)

Szlachta cesarstwa nie była z góry podzielona na dwie grupy, hierarchia zależała także od piastowanego urzędu, zasiadania w senacie czy kaprysu cesarza. Tytuły napoleońskie dziś cieszą się mniejszym społecznym prestiżem niż te starsze.
- szlachta cesarstwa: chevalier de l’Empire, baron de l’Empire, comte de l’Empire, duc de l’Empire, prince de l’Empire

### Hiszpania
Historia szlachty w poszczególnych królestwach i zjednoczonej Hiszpanii jest podobna do historii szlachty francuskiej. Jednak długotrwałe walki z Maurami, rekonkwista, od VIII do XV w. wpłynęły z jednej strony na znaczny wzrost drobniejszego rycerstwa, tworzącego później niższą szlachtę, z drugiej na większe niż w innych krajach prawa i samodzielność najwyższych feudałów. Również powstanie imperium kolonialnego wpłynęło na dużą samodzielność wyższych arystokratów pełniących funkcje poza metropolią. Wyższa szlachta hiszpańska, grandowie, miała niespotykane gdzie indziej prawa i przywileje, i wielkie znaczenie polityczne. Szlachta niższa, najliczniejsza po polskiej w Europie (obecnie ponad 500 tys. osób), często żyła prawie w ubóstwie.
W XVIII w. wskutek licznych nobilitacji udzielanych przez Karola III i Karola IV liczba szlachty, zwłaszcza niższej, jeszcze bardziej wzrosła.
Wojny napoleońskie zniszczyły fizycznie i ekonomicznie wiele rodów, szczególnie drobnej szlachty. Józef Bonaparte zniósł przywileje szlachty wyższej, przywrócone po restauracji Burbonów. Dotkliwy cios pozycji grandów przyniosła ustawa kortezów znosząca majoraty w 1855. Doprowadziło to wiele rodów do upadku ekonomicznego, inne zajęły się przemysłem i handlem. Na początku XX w. żyło ok. 200 arystokratycznych rodzin hiszpańskich niemających prawa używania przysługujących im tytułów z powodu nieuiszczenia wysokich opłat skarbowych przy dziedziczeniu.
Republikański rząd Hiszpanii zniósł w 1931 wszystkie przywileje szlacheckie, przywrócone następnie przez rząd gen. Franco w 1948. Obecnie w królestwie Hiszpanii tytuły arystokratyczne i szlacheckie mają znaczenie głównie honorowe, związane niekiedy z niewielkimi przywilejami politycznymi i ekonomicznymi. Król Jan Karol I Burbon ma prawo nadawania tytułów szlacheckich, zwykle za zasługi na polu polityki, nauki lub sztuki. Tytułem markiza m.in. został uhonorowany Salvador Dalí.
Hiszpańskie nazwiska szlacheckie zazwyczaj mają przedrostek de, często charakteryzują się niezwykłą dla obcokrajowców długością, składając się prócz kilku imion, z nazw majątków i nazwisk przodków. Tytuł Don, pierwotnie przysługujący tylko królowi, później wyższej szlachcie, obecnie stosowany jest jako tytuł grzecznościowy, bez względu na stan.
Hierarchia szlachty hiszpańskiej
- szlachta wyższa – grandowie – Principe (książę), Duque (książę), Marqués (markiz), Conde (hrabia), Vizconde (wicehrabia) i Baron (baron)
- szlachta niższa – hidalgos Hidalgo, Caballero (kawaler) i Escudero

### Holandia
Pod względem pochodzenia i historii szlachta holenderska jest podobna do belgijskiej. Pod panowaniami hiszpańskim i cesarskim duże znaczenie miała szlachta z obcych nadań. W niepodległej Holandii do dużego znaczenia i bogactwa doszło mieszczaństwo, które często posługiwało się herbami. W Niderlandach hiszpańskich i austriackich używano tytułów szlacheckich zaborców. Po wprowadzeniu republiki w 1795 szlachta utraciła przywileje polityczne. Nieskuteczną próbę przywrócenia przywilejów i tytułów szlacheckich podjął król Ludwik Bonaparte w 1807. W królestwie Niderlandów po 1815 szlachta stopniowo traciła większość przywilejów politycznych, a w 1848 parlament zniósł wszystkie przywileje szlacheckie i królewskie prawo nobilitacji.
Obecna szlachta holenderska to przede wszystkim posiadacze ziemscy i potomkowie patrycjatu. Szlachectwo jest tylko honorowym zaszczytem, z którym wiążą się niektóre funkcje dworskie.
W Holandii nazwiska szlacheckie nie mają specjalnej formy, partykuła van czy de występuje również w nazwiskach rodzin nieszlacheckich.
Hierarchia szlachty holenderskiej: Jonkheer (junkier), ridder (kawaler), baron, burggraaf (burgrabia), graaf (hrabia), hertog (książę), prins (książę).

### Luksemburg
Historia i hierarchia szlachty w Luksemburgu była podobna jak w Belgii, z tym że tytuł książęcy przysługuje tylko członkom rodziny panującej. W przeciwieństwie do Holandii wielki książę Luksemburga ma nadal prawo nobilitacji i nadawania tytułów. Najwyższy tytuł, hrabiego (graf, comte), nadawany jest zazwyczaj zagranicznym książętom (np. tytuł hrabiego von Wisborg – członkom szwedzkiej rodziny królewskiej).

### Niemcy
Powstawanie szlachty (der Adel) w Niemczech odbywało się w warunkach rozdrobnienia Cesarstwa na wiele drobnych krajów i kraików. Ich władcy, często wywodzący się z germańskich dynastii plemiennych, noszący różne tytuły – królów, książąt, landgrafów, margrabiów – mieli prawo nadawać tytuły szlacheckie. Niektórzy, najwyższej rangi (7-8) – elektorzy Rzeszy mieli prawo wyboru króla. Tytuły nadawał również cesarz, a także w jego imieniu dość licznie mianowani urzędnicy (Hofpfalzgrafowie). Powstawały więc liczne rzesze nowej szlachty, z różnych nominacji, co powodowało rozwarstwienie stanu. Jednocześnie feudałowie dłużej niż w innych państwach europejskich zachowywali suwerenność, zależni lennie byli tylko od cesarza. Niektóre z państw Rzeszy po upadku cesarstwa uzyskały pełną niezawisłość. Dlatego też najwyższa warstwa szlachty niemieckiej jest bardziej „elitarna” niż w innych krajach, jako wywodząca się z władców niedawno jeszcze suwerennych. Dlatego wyższą rangę mają hrabiowie z dynastii panujących w niezależnych hrabstwach (z tytułem Durchlaut) niż książęta tytularni. Wyższa szlachta utytułowana, powstała z nadań, miała też różną rangę, wyżej cenione były tytuły z nadania cesarskiego niż z poszczególnych państw Rzeszy.
Szlachta niższa, wobec licznych nobilitacji, rozwarstwiała się na szlachtę starą (Uradel) i nową, mianowaną dyplomami (Briefadel). Sytuacja ekonomiczna i przywileje polityczne szlachty były różne w różnych krajach niemieckich. Tam gdzie panowała silna władza monarchy (np. w Prusach), rola polityczna szlachty była bardziej ograniczona.
Po upadku monarchii w Niemczech w 1918 tytuły szlacheckie zostały zniesione. Obecnie stanowią one, podobnie jak szlacheckie partykuły von lub zu, formalną część nazwiska. Dlatego „urzędowego” brzmienia nazwiska w jęz. niem., np. „Ottmar Freiherr von Aretin”, nie można zmieniać na „Freiherr Ottmar von Aretin” lub „Baron Ottmarr von Aretin”. Odmiennie jest w codziennych sytuacjach i w tekstach polskich; pisownia „baron Ottmar Freiherr von Aretin” dubluje tytuł i brzmi pretensjonalnie. W Austrii tytuły zniesiono zupełnie i nawet arcyksiążę Otto von Habsburg funkcjonował jako Otto Habsburg-Lothringen (nawet używanie „von” jako tytułu szlacheckiego jest zakazane przez austriacką konstytucję).
Hierarchia szlachty niemieckiej:
Jak wspomniano, wyższą rangę mają tytuły z nadania cesarskiego i tytuły dawniej suwerennych władców, w praktyce, o jaki tytuł, np. księcia, chodzi w danym przypadku, należy orientować się z kontekstu. Podział na starą i nową szlachtę dotyczył obu warstw, choć głównie szlachty niższej.
- szlachta wyższa: Grossherzog (Wielki książę), Herzog (książę), Fürst (książę) jako ranga, inne znaczenia – zob. książę, Markgraf (margrabia), Graf (hrabia), Freiherr, Baron (baron)
- szlachta niższa: Ritter  (rycerz), Edler (szlachcic)
- szlachta bez tytułu (von, zu)

### Polska

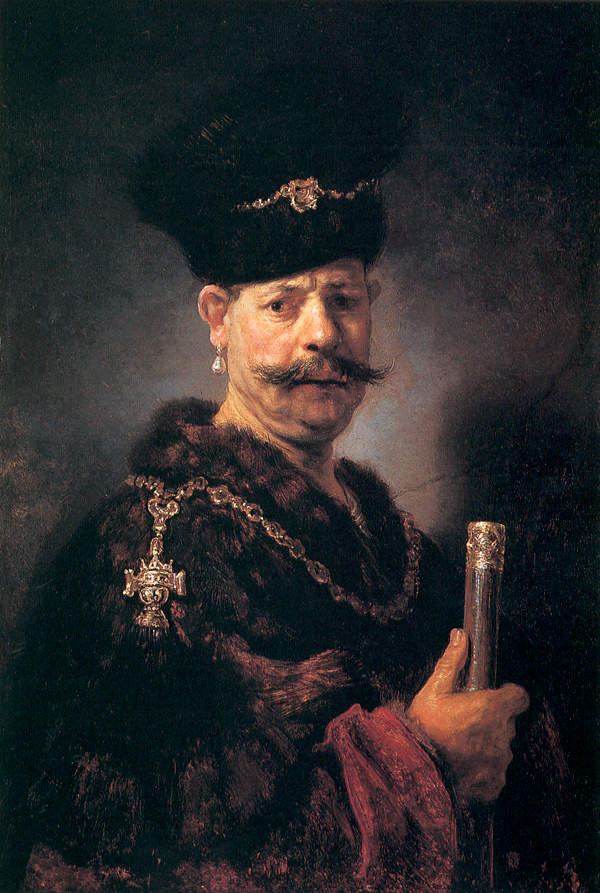
Rembrandt, Szlachcic polski, 1637

Właściwa szlachta polska i litewska w okresie nowożytnym z założenia była równa według swych praw, przywilejów i obowiązków. Tytuły zagraniczne były zakazane pod karą infamii i traktowane jako zamach na równość szlachecką. Obawiano się, że zróżnicowanie dziedzicznych tytułów honorowych może doprowadzić do prawnej degradacji szlachty uboższej w sferze realnych przywilejów majątkowych, politycznych i sądowych. Rozwarstwienie w praktyce istniało, głównie w sferze majątkowej, gdzie prócz potężnych magnatów rządzących niemal udzielnymi państwami istniały rzesze szlachty zagrodowej, posiadające w teorii te same prawa polityczne. Istniał też praktyczny podział szlachty ze względu na miejsce w strukturze feudalnej – szlachta trzymająca ziemię od możniejszych panów cieszyła się formalną paritas (łac. równość), jednak w praktyce często nie stawała przed sądem równych, ale przed sądem dworskim swego pana. Jest to szlachta niższa de facto. Mimo rzadszych niż w zachodniej Europie nobilitacji szlachta stanowiła w XVII w. około 10% społeczeństwa, co przy przysługujących jej dużych przywilejach politycznych (z prawem wyboru króla włącznie) czyniło z Rzeczypospolitej szlacheckiej najstarszą demokrację nowożytną. Zasada równości szlachty właściwej (nie obejmująca skartabellów – szlachty niższej, niepełnoprawnej) została ostatecznie zniesiona przez Konstytucję 3 Maja, która wyraźnie rozgraniczyła szlachtę wolną, posiadającą dobra pańskie od nieosiadłej i wasalnej (czynszowej), tworząc dwie kategorie o różnych statusach.
Rządy zaborcze przeprowadzały weryfikację szlachectwa, w celu wyłączenia drobnej szlachty i szlachty-gołoty. W 1775 utworzono prawne ramy dla szlachectwa galicyjskiego, na wzór śląskiego, czeskiego czy austriackiego. Szlachtę podzielono na dwie grupy: panów i rycerzy (patrz wyżej: Austria). Analogiczną akcję przeprowadzono w roku 1777 w zaborze pruskim. Za kryterium legitymacji szlachectwa i herbu przyjęto dzierżenie senatorstwa, posłowanie na sejmy, sprawowanie urzędów ziemskich oraz posiadanie włości. W zaborze rosyjskim akcję legitymacyjną, opierającą się na analogicznych kryteriach, prowadziły sądy ziemskie, a od roku 1785 rządy gubernialne, które założyły księgi szlacheckie. Od utworzenia przez Pawła I Heroldii w Petersburgu, kompetencje legitymacyjne należały do niej. Księstwo Warszawskie teoretycznie likwidowało nierówności stanowe, w praktyce zatrzymało herby i szlachectwo, chociaż nie otoczono ich opieką prawną. Uznano za szlachtę wszystkich, którzy takie przywileje mieli przed rozbiorami, jak i tych, którzy szlachectwo uzyskali z rąk zaborców. Konstytucja Królestwa Polskiego podobnie potraktowała te sprawy, w r. 1815 założono wojewódzkie księgi szlachty, a prawo nobilitowania przyznano carowi, jako królowi polskiemu, zaś legitymowania senatowi. Zagadnienia heraldyczne rozwiązywała Deputacja Heraldyczna Senatu. W 1836 powstała Heroldia Królestwa Polskiego.
Konstytucja marcowa (1921) w art. 96 stanowiła „Rzeczpospolita Polska nie uznaje przywilejów rodowych ani stanowych, jak również żadnych herbów, tytułów rodowych i innych z wyjątkiem naukowych, urzędowych i zawodowych. Obywatelowi Rzeczypospolitej nie wolno przyjmować bez zezwolenia Prezydenta Rzeczypospolitej tytułów ani orderów cudzoziemskich.” Konstytucja kwietniowa (1935) w art. 7 mówiła o tym mniej przejrzyście „1. Wartością wysiłku i zasług obywatela na rzecz dobra powszechnego mierzone będą jego uprawnienia do wpływania na sprawy publiczne. 2. Ani pochodzenie, ani wyznanie, ani płeć, ani narodowość nie mogą być powodem ograniczenia tych uprawnień.” Obecnie Konstytucja RP (1997) głosi w art. 32, ust. 1 : „Wszyscy są wobec prawa równi. Wszyscy mają prawo do równego traktowania przez władze publiczne.”

### Rosja
Ze względu na historię, wielkość i złożony skład etniczny Imperium Rosyjskiego, szlachta rosyjska (ros. дворянство) stanowiła niespotykany gdzie indziej konglomerat.
Obok potomków panujących dynastii państw podbitych lub włączonych do imperium, dynastycznych książąt z rodów Rurykowiczów, Gedyminowiczów, książąt gruzińskich, ormiańskich i innych, do szlachty należeli potomkowie wikingów, rycerstwa niemieckiego, wzbogaceni, nobilitowani mieszczanie i chłopi. Etniczny skład rosyjskiej szlachty też był różnorodny, choć przeważali w niej przedstawiciele jej europejskiej części i narodów Kaukazu. Ponadto wiele krajów wchodzących w skład imperium zachowało własne struktury społeczne, z warstwą własnej szlachty. Dotyczyło to zwłaszcza części azjatyckiej, gdzie rodowa i plemienna arystokracja pełniła nadal przywódczą rolę, często nie mając nadania ogólnoimperialnego szlachectwa.
W Wielkim Księstwie Moskiewskim i carstwie rosyjskim warstwę szlachty tworzyli początkowo bojarzy (боя́ре dosł. wojownicy), wywodzący się z wojów drużyny i rady książęcej. Początkowo (XII–XV w.) stanowili potężną siłę, posiadając prawa i przywileje podobne do prerogatyw największych zachodnioeuropejskich feudałów. W miarę wzmacniania władzy monarszej przywileje bojarów były ograniczane. Jako sojusznicy władcy występowały nowo powstała szlachta i szlachta będąca wasalami bojarów. Do XVII w. znacząco zmienił się skład stanu szlacheckiego, większość wielkich rodów bojarskich wymarła albo utraciła majątki. Ich miejsce zajęli nowa szlachta i mniejsi bojarzy. Zacierała się też różnica między bojarami i szlachtą (dworianstwem) i powstawała klasa szlachty ziemiańskiej, posiadającej dożywotnio lub dziedzicznie majątki ziemskie. W czasach absolutnej władzy carów polityczne znaczenie szlachty zostało mocno ograniczone. Jednak ze względu na wielkość państwa i rozbudowany aparat biurokratyczny pozostawało wciąż duże aż do rewolucji. Podstawy ekonomicznej władzy szlachty stanowiły od poł. XVII w. poddaństwo chłopów i wielkie majątki obszarnicze. Do czasów Piotra I był używany tylko jeden tytuł arystokratyczny – książę (kniaź, князь), reszta szlachty zhierarchizowana była bez osobnych tytułów, najwyższą rangę miała szlachta moskiewska, najniższą szlachta miejska. Tytuł książęcy przysługiwał pierwotnie tylko carskiej rodzinie i potomkom kniaziów dynastycznych. Dopiero na pocz. XVIII w. tytuł ten był nadawany jako szczególne wyróżnienie zwykłej szlachcie. Pierwszy tytuł książęcy nadany został A.D. Mienszykowowi.
W 1722 ukaz Piotra I wprowadził wzorowany na zachodnioeuropejskim system tytułów szlacheckich, w tym nieznane wcześniej w Rosji tytuły hrabiego i barona. Wprowadzony został podział na szlachectwo osobiste i dziedziczne. Zostały ustalone ścisłe reguły nabywania nowego szlachectwa, i np. pierwszy stopień oficerski w wojsku i flocie dawał automatycznie szlachectwo osobiste, a ranga pułkownika lub kapitana marynarki – dziedziczne (tabela rang Piotra I). Także kawalerowie wyższych orderów otrzymywali nobilitację.
W tym samym czasie ograniczone zostały obowiązki szlachty, zwłaszcza obowiązkowa służba wojskowa dotyczyła już tylko szlachty posiadającej majątki ziemskie, która jednocześnie otrzymała pełnię władzy nad poddanymi chłopami. Możliwość dowolnego karania, sprzedawania, oddawania w zastępstwie w służbę wojskową przysługiwała posiadaczom ziemskim aż do zniesienia poddaństwa przez Aleksandra II w 1861.
Rewolucja zniosła wszystkie przywileje szlacheckie, a terror wprowadzony przez bolszewików pochłonął znaczną część rosyjskiej szlachty. Duża część szlachty wyemigrowała, m.in. do Polski, Francji i USA. Pozostali przedstawiciele tego stanu z trudem próbowali przystosować się do porewolucyjnej rzeczywistości, nieliczni współpracując z władzami radzieckimi robili nawet kariery. Przez cały czas władzy komunistycznej propaganda deprecjonowała obraz szlachty, nie tylko zresztą rosyjskiej, co szczególnie widoczne było w oficjalnym przedstawianiu historii, ale i w filmach, i literaturze.
Po upadku ZSRR zaczęły odradzać się szlacheckie tradycje, powstają związki szlachty, towarzystwa badające genealogię, instytucje mające zastąpić heroldie. Powstała nawet moda na szlacheckie pochodzenie, co sprzyja działalności komercyjnych heroldii zatwierdzających nowo utworzone herby, a pretendenci do tronu Wszechrusi nadają z całą powagą tytuły arystokratyczne. Jeden z takich tytułów – książęcy – otrzymał ksiądz prałat Henryk Jankowski.
Hierarchia rosyjskiej szlachty
- stara szlachta (Древнее дворянство) – potomkowie kniaziowskich i bojarskich rodów
- szlachta utytułowana (Титулованное дворянство) – князья (książęta), графы (hrabiowie), бароны (baronowie) – zwykle szlachta 1. grupy należała też do 2.
- dziedziczna szlachta (Потомственное дворянство)
- szlachta dożywotnia (Личное дворянство) – szlachectwo osobiste, bez prawa dziedziczenia
- szlachta bez ziemi (Беспоместное дворянство) – szlachectwo bez nadania dóbr, tytularne, m.in. szlachta urzędnicza, miejska

System rang szlachty rosyjskiej dodatkowo komplikowały wielostopniowa hierarchia rang urzędniczych, stopni orderów i nie zawsze pokrywające się z nim lokalne godności poszczególnych krajów imperium.

### Włochy

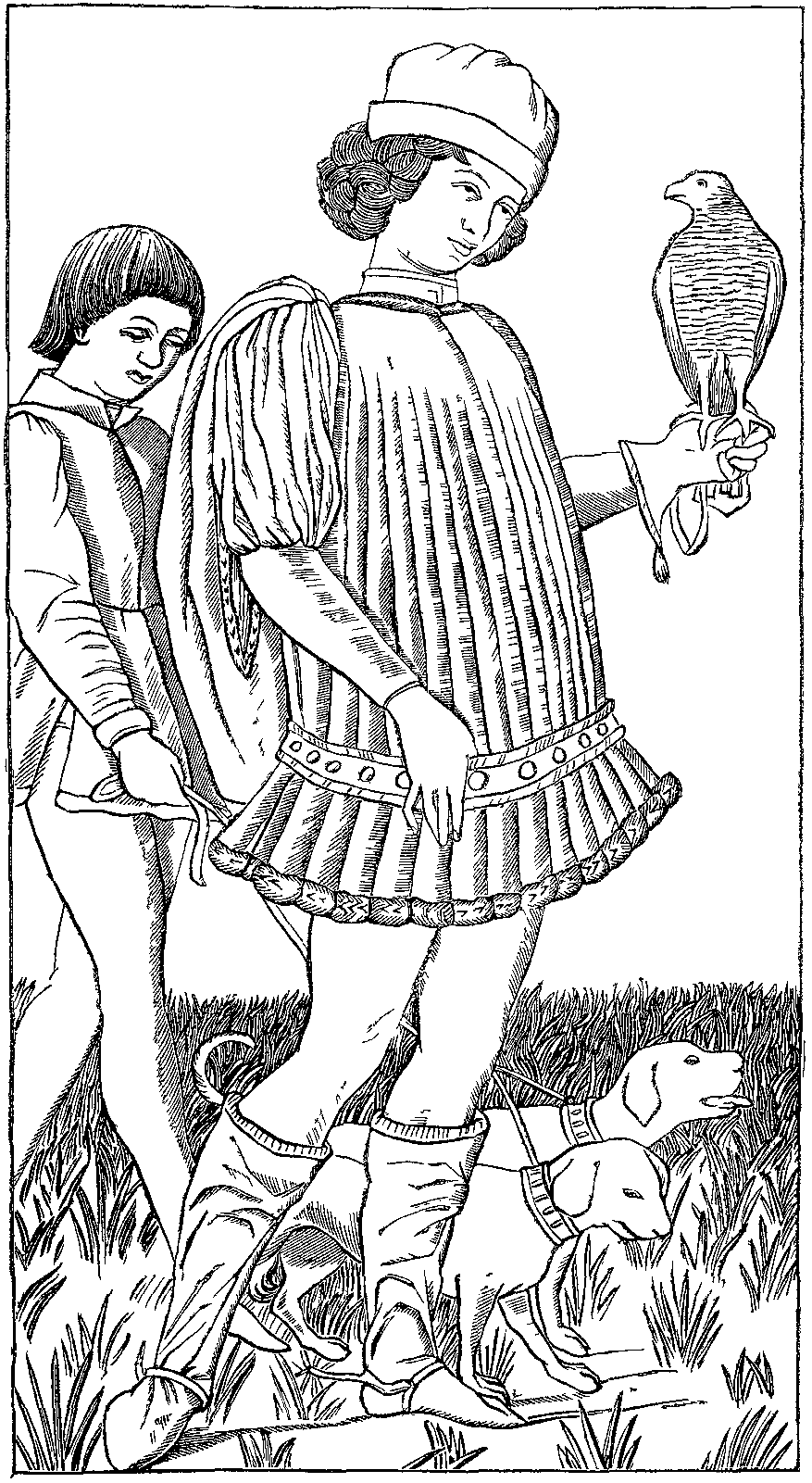
Włoski szlachcic XV wieku

Prócz szlachty powstałej z feudałów i rycerstwa we Włoszech wcześniej niż gdzie indziej rozwinęło się bogate mieszczaństwo, tworząc bardzo liczną i wpływową grupę szlachty miejskiej. Niektóre z rodów patrycjuszowskich, np. Medyceusze we Florencji, władały na wpół niezależnymi księstwami, podległymi lennie papieżowi. Rozdrobnienie Włoch na wiele drobnych państw i lenna podległość wielu z nich Państwu Kościelnemu przyczyniały się do powstawania coraz liczniejszych rzesz utytułowanej szlachty. Prawie każdy papież nadawał swoim krewnym tytuły książęce, mniejsi władcy nadawali również liczne tytuły. Po zjednoczeniu Włoch dynastia sabaudzka zatwierdziła większość dawnych tytułów i nadawała nowe.
Ze względu na liczne możliwości uzyskania tytułów warstwa szlachty niższej we Włoszech nie rozwinęła się tak bardzo, jak w innych krajach, i podziały szlachty włoskiej dotyczą głównie statusu majątkowego.
Republika Włoska zniosła oficjalnie tytuły szlacheckie, ale tolerowane jest ich używanie, także w dokumentach urzędowych. Obecnie na terenie Włoch prawo nadawania szlachectwa i tytułów arystokratycznych przysługuje papieżowi i rządowi San Marino. Tytuły Stolicy Apostolskiej nie są przyznawane od pontyfikatu Jana XXIII.
Włoskie nazwiska szlacheckie mają przedrostki del, da, di, spotykane też w nazwiskach nieszlacheckich.
Hierarchia włoskiej szlachty:
cavaliere (kawaler), barone (baron), conte (hrabia), marchese (markiz), duca (książę), principe (książę).

### Zjednoczone Królestwo
Hierarchia szlachty brytyjskiej:
Szlachta brytyjska dzieli się we wszystkich częściach Zjednoczonego Królestwa na:
- szlachtę wyższą – parów (peerage):

baron, viscount (wicehrabia), earl, marquis (markiz), duke (książę, diuk)
- niższą (gentry):

esquire (szlachcic nieutytułowany), knight (kawaler, rycerz), baronet
Szlachta w Wielkiej Brytanii do dziś ma duże znaczenie ekonomiczne, cieszy się wieloma przywilejami honorowymi i prestiżem społecznym, ma wpływ na politykę. Władca dynastii ma prawo nadawania szlachectwa i tytułów. Szlachectwo może być osobiste, dożywotnie lub dziedziczne, a od 1960 dotyczy to również tytułów arystokratycznych.
Charakterystyczną cechą brytyjskich tytułów jest ich przyznawanie w przypadku wygaśnięcia obdarzonej nim rodziny dalszym krewnym, potomkom w linii żeńskiej lub ponowne nadawanie innej rodzinie. Sprawia to niekiedy wrażenie nieprzerwanego funkcjonowania tytułu od np. XIV w., podczas gdy faktyczne nadanie w danej rodzinie jest dużo świeższej daty.
Przepisy dotyczące używania herbów i tytułów, hierarchii i tytulatury w Zjednoczonym Królestwie są bardzo drobiazgowe. Nad ich przestrzeganiem czuwają królewscy heroldowie, tzw. Kings of Arms.
Historia i pochodzenie szlachty są różne w poszczególnych krajach Królestwa:
Anglia
Stara anglosaska szlachta została po podboju normandzkim w większości pozbawiona ziemi i częściowo wytępiona. Stara szlachta angielska wywodzi się w dużej mierze od normandzkich rycerzy Wilhelma Zdobywcy, tylko w Walii i Kornwalii przetrwały rody szlacheckie o starszej, celtyckiej lub anglosaskiej genealogii.
Szlachta angielska od początku cieszyła się wielkimi przywilejami politycznymi, ekonomicznymi i osobistymi. Zasiadając w radzie królewskiej, od XIV w. Izbie Lordów i Izbie Gmin, miała coraz większy wpływ na realną władzę w państwie, ograniczając stopniowo władzę królewską. Ciągłość funkcjonowania Anglii jako suwerennego królestwa, z krótką przerwą w czasach republiki, sprawiła, że szlachta brytyjska zachowała do dziś wiele ze swej historycznej pozycji, w dzisiejszych czasach głównie ekonomicznej i prestiżowej, ale wciąż także politycznej.
Herby szlachty angielskiej są herbami osobistymi, dziedziczonymi w niezmienionej formie tylko przez prawowitego, jednego spadkobiercę. Pozostali członkowie rodziny szlacheckiej muszą wprowadzać zmiany w swych herbach przy pomocy tzw. marks of cadency (oznak starszeństwa), co jest realizowane przez listy herbowe – uroczyste dyplomy wydawane przez heroldie. Ten sam system obowiązuje w Irlandii.
Szkocja
W początkach niepodległej Szkocji struktura i tytulatura feudalna były podobne do angielskiej. Na nizinach szkockich (Lowlands) osiedlało się zresztą wielu rycerzy normandzkich, zwłaszcza młodszych synów rodów z Anglii, duża część otrzymywała od szkockich królów nadania dóbr i tytułów.
W górskiej części Szkocji (Highlands) i na wyspach przetrwała bardzo długo, bo aż do czasów współczesnych, struktura klanowa. Większość klanów ma pochodzenie celtyckie, natomiast na wyspach wiele rodów szlacheckich (przywódców klanów) wywodzi się od wikińskich najeźdźców. Członkowie klanów uważali się za szlachtę, nawet nie posiadając tytułów szlacheckich. Wodzowie klanów często otrzymywali od władców Szkocji, a później Wielkiej Brytanii tytuły szlacheckie i arystokratyczne. Jednak nawet dziś duże znaczenie ma przynależność do arystokracji klanowej, a nieutytułowani wodzowie klanów cieszą się prawie takim samym prestiżem społecznym jak utytułowana szlachta.
Herby szkockie, podobnie jak angielskie, przysługują tylko jednej osobie, pozostałe są odróżniane przy pomocy systemu bordiur heraldycznych.
Irlandia
Wieki angielskiej, a później brytyjskiej okupacji zniszczyły prawie doszczętnie starą celtycką szlachtę irlandzką. Dobra przejęte od wywłaszczonych, zbankrutowanych lub wymordowanych irlandzkich posiadaczy okupanci nadawali nowej szlachcie. Większość rodów szlachty irlandzkiej ma normandzkie albo szkockie pochodzenie. Nieliczne rody szlachty autochtonicznej w większości zaliczają się do niższej szlachty, a wiele starych irlandzkich rodów wyemigrowało, otrzymując często dobra i tytuły m.in. w Hiszpanii, Portugalii, Francji. Na ironię losu wygląda fakt, że głowa najstarszego w Europie rodu szlacheckiego, O’Neill, nie ma żadnego tytułu arystokratycznego, a tytuł barona O’Neill przysługuje rodzinie angielskiego pochodzenia.
W Irlandii republikańskiej tytuły szlacheckie zostały zniesione.

## Przykłady państw nieuznających szlachectwa
Konstytucja Stanów Zjednoczonych w art. 1 § 9. 8 głosi
Stany Zjednoczone nie nadają tytułów szlacheckich. Nikomu, kto sprawuje odpłatnie lub honorowo jakikolwiek urząd z ramienia Stanów Zjednoczonych, nie wolno bez zgody Kongresu przyjmować od króla, księcia lub państwa obcego jakiegokolwiek podarunku, wynagrodzenia, urzędu lub tytułu.
Art.1 § 10. 6
Żaden Stan nie może wydawać ustaw proskrypcyjnych ani ustaw działających wstecz lub naruszających zobowiązania umowne ani też nadawać jakichkolwiek tytułów szlacheckich.
Konstytucja Japonii w art. 14 głosi :
Wszyscy obywatele są równi wobec prawa, niedopuszczalna jest jakakolwiek dyskryminacja w dziedzinie politycznej, ekonomicznej i stosunków społecznych, z powodu rasy, wyznania, płci, pozycji społecznej ani pochodzenia rodzinnego.
Szlachectwa i tytułów szlacheckich nie uznaje się.
Z przyznaniem tytułów honorowych odznaczeń lub jakichkolwiek wyróżnień nie wiąże się żadnych przywilejów; przyznawane mogą być nie dłużej niż na okres życia osób już je posiadających jak i tych, które mogą je otrzymać w przyszłości.